# Карсцино
Карсцино (пол. Karścino) — село в Польщі, у гміні Карліно Білоґардського повіту Західнопоморського воєводства.
Населення — 640 осіб (2011).
У 1975-1998 роках село належало до Кошалінського воєводства.

## Демографія
Демографічна структура станом на 31 березня 2011 року:
|          | Загалом | Допрацездатний вік | Працездатний вік | Постпрацездатний вік |
| -------- | ------- | ------------------ | ---------------- | -------------------- |
| Чоловіки | 333     | 85                 | 223              | 25                   |
| Жінки    | 307     | 74                 | 169              | 64                   |
| Разом    | 640     | 159                | 392              | 89                   |